# Baileyus brunneus
Baileyus brunneus är en insektsart som beskrevs av Singh-pruthi 1930. Baileyus brunneus ingår i släktet Baileyus och familjen dvärgstritar. Inga underarter finns listade i Catalogue of Life.